# Марта (странствующий голубь)

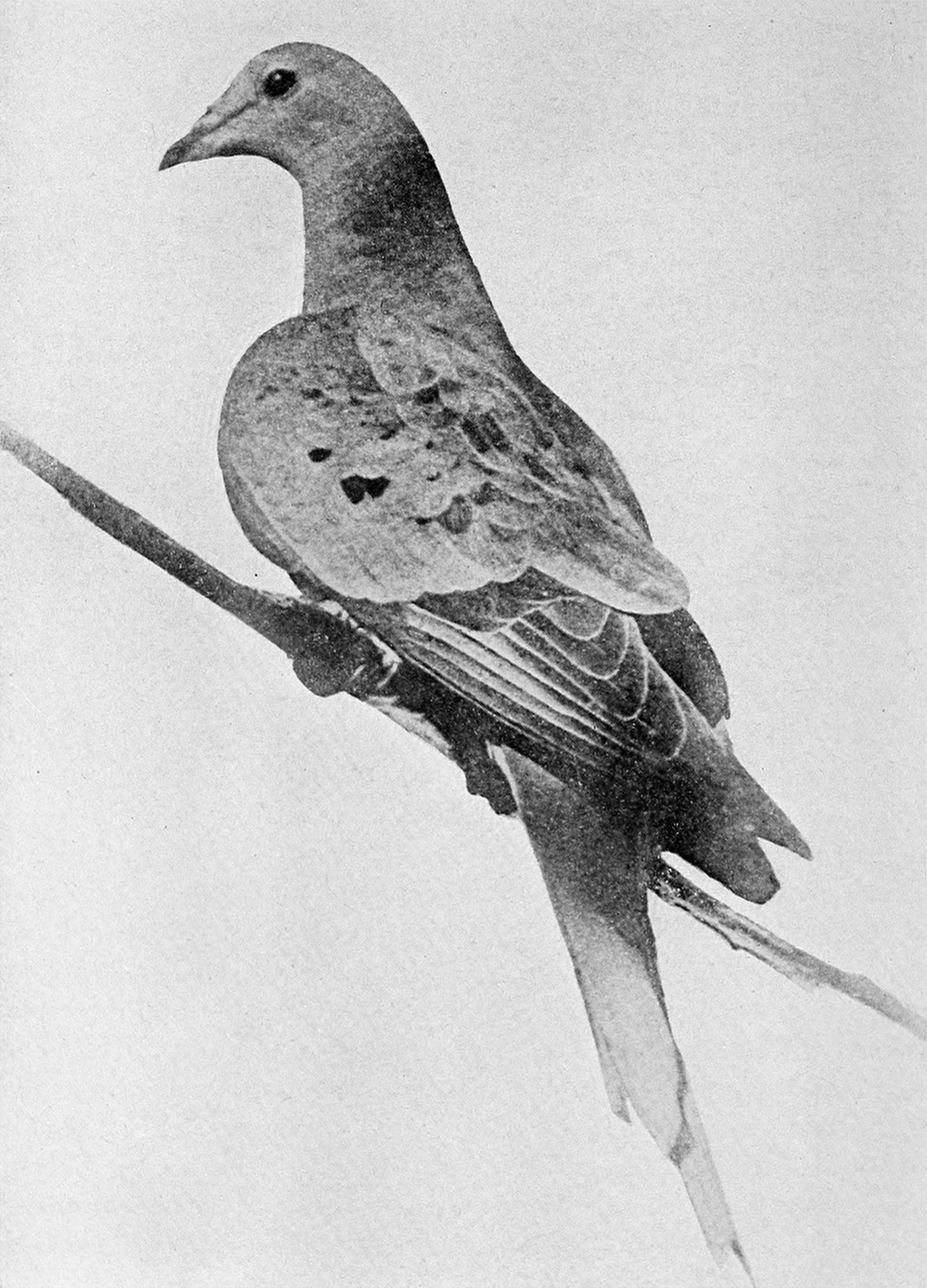
Марта, последний странствующий голубь

Марта (англ. Martha; ум. 1 сентября 1914, Цинциннати, штат Огайо) — последний представитель вида странствующий голубь (Ectopistes migratorius), полностью уничтоженного к концу XIX века.
В 1902 году Уитмен отдал самку странствующего голубя в зоопарк Цинциннати; возможно, что это была особь, позже ставшая известной как Марта, которая станет последним живым представителем вида. Другие источники утверждают, что Марта появилась на свет в зоопарке Цинциннати, прожила там 25 лет и была потомком трёх пар странствующих голубей, купленных зоопарком в 1877 году. Есть мнение, что эту особь назвали Мартой в честь жены Джорджа Вашингтона, поскольку имя последнего супруга птицы было Джордж, хотя также существует предположение, что её назвали в честь матери одного из сотрудников зоопарка.
В 1909 году Марта и её спутники-самцы в зоопарке Цинциннати остались единственными известными уцелевшими голубями. Один из них умер в апреле того же года, а 10 июля 1910 года — Джордж, последний оставшийся самец. Неизвестно, сохранились ли его останки. Вскоре Марта стала знаменитостью, поскольку она была последней в своём роде, а за нахождение самца предлагалась награда в размере 1000 долларов, что привлекло ещё больше посетителей. В течение последних четырёх лет одиночества (её клетка была 5,4 × 6 м) Марта стала более медлительной и неподвижной; чтобы её расшевелить, посетители бросались в неё песком, из-за чего её клетку отгородили. Марта умерла от старости и была найдена бездыханной на полу своей клетки 1 сентября 1914 года. Было объявлено, что она умерла в час дня, хотя другие источники утверждают, что она скончалась спустя несколько часов. Согласно различным источникам, на момент смерти Марте было от 17 до 29 лет, хотя общепринятой цифрой является 29. Вероятно, самка умерла от апоплексического удара, поскольку она страдала им за несколько недель до смерти.
После смерти Марты её останки были заморожены и переданы в Смитсоновский институт, а затем вставлены в витрину для обозрения. Марта и по сей день находится в Смитсоновском институте, впрочем уже не на виду. Поскольку самка линяла перед смертью, из неё было трудно сделать чучело, а к её шкурке были добавлены ранее опавшие перья. Марта была на экспозиции в течение многих лет, пока её не убрали в музейное хранилище на неопределённое время, однако в 2015 году её вернули на место в Национальном музее естественной истории. На территории зоопарка Цинциннати установлена мемориальная статуя Марты, перед которой находится бывший птичник, где жила Марта, «Мемориальная избушка странствующего голубя» (англ. Passenger Pigeon Memorial Hut), ныне являющаяся национальным историческим памятником США. Между тем в клетке Марты в 1918 году умер последний представитель вымершего каролинского попугая по кличке Инкус, его чучело находится в «Мемориальной избушке».
Певец в стиле блюграсс Джон Хералд написал песню, посвящённую вымиранию вида и Марте. В связи со столетием со дня смерти Марты песня стала доказательством культового статуса вида — символа бессмысленного убоя этих голубей и антропогенного вымирания. Фреска 2014 года лауреата Национальной медали США в области искусств Джона Рутвена также посвящена столетию со дня смерти Марты.